# Pouillé-les-Côteaux
Pouillé-les-Coteaux – miejscowość i gmina we Francji, w regionie Kraj Loary, w departamencie Loara Atlantycka.
Według danych na rok 2010 gminę zamieszkiwały 873 osoby, a gęstość zaludnienia wynosiła 74 osoby/km².